# Isatis jacutensis
Isatis jacutensis là một loài thực vật có hoa trong họ Cải. Loài này được N. Busch mô tả khoa học đầu tiên.